# Arachnologie

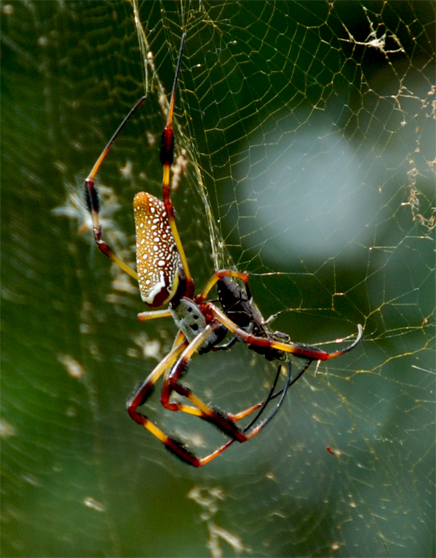
Nefila kyjonohá (Nephila clavipes)

Arachnologie je věda, která se zabývá pavoukovci (latinsky Arachnida). Zkoumá jejich anatomii, ekologii, embryologii, fyziologii, fylogenii, klasifikaci a zoogeografii. Tento vědní obor zoologie je nesprávně používán pouze k označení studia pavouků, kteří však tvoří jen jeden řád z třídy pavoukovců. Jako samostatný obor se od arachnologie odštěpila akarologie, která se zabývá studiem roztočů.
Člověk, který se oborem zabývá, se nazývá arachnolog. Jedním z nejvýznamnějších arachnologů byl Eugène Simon.
Pravděpodobně kvůli rozšířenému odporu lidí k pavoukům je výzkum v této disciplíně ve srovnání s jinými oblastmi zoologie méně rozvinutý. Pavoukovci obývají všechny pozemské ekosystémy, mají velmi vysokou úroveň specializace. Je pravděpodobné, že dosud ještě nebyly popsány všechny druhy žijící i jen ve střední Evropě.

## Česká arachnologie
První písemné zmínky o české arachnofauně pocházejí z konce 18. století a jsou spojeny se jménem Jana Daniela Preyslera. Soustavný výzkum započal až ve třicátých letech 20. století. K významným arachnologům patří profesor Vysoké školy zemědělské v Brně František Miller (1902–1983), který významně ovlivnil směr tohoto vědního oboru u nás. Významným milníkem české arachnologie bylo v roce 1971 uspořádání V. mezinárodního arachnologického kongresu v Brně právě na počest profesora Millera.